# Robert W. Woolley

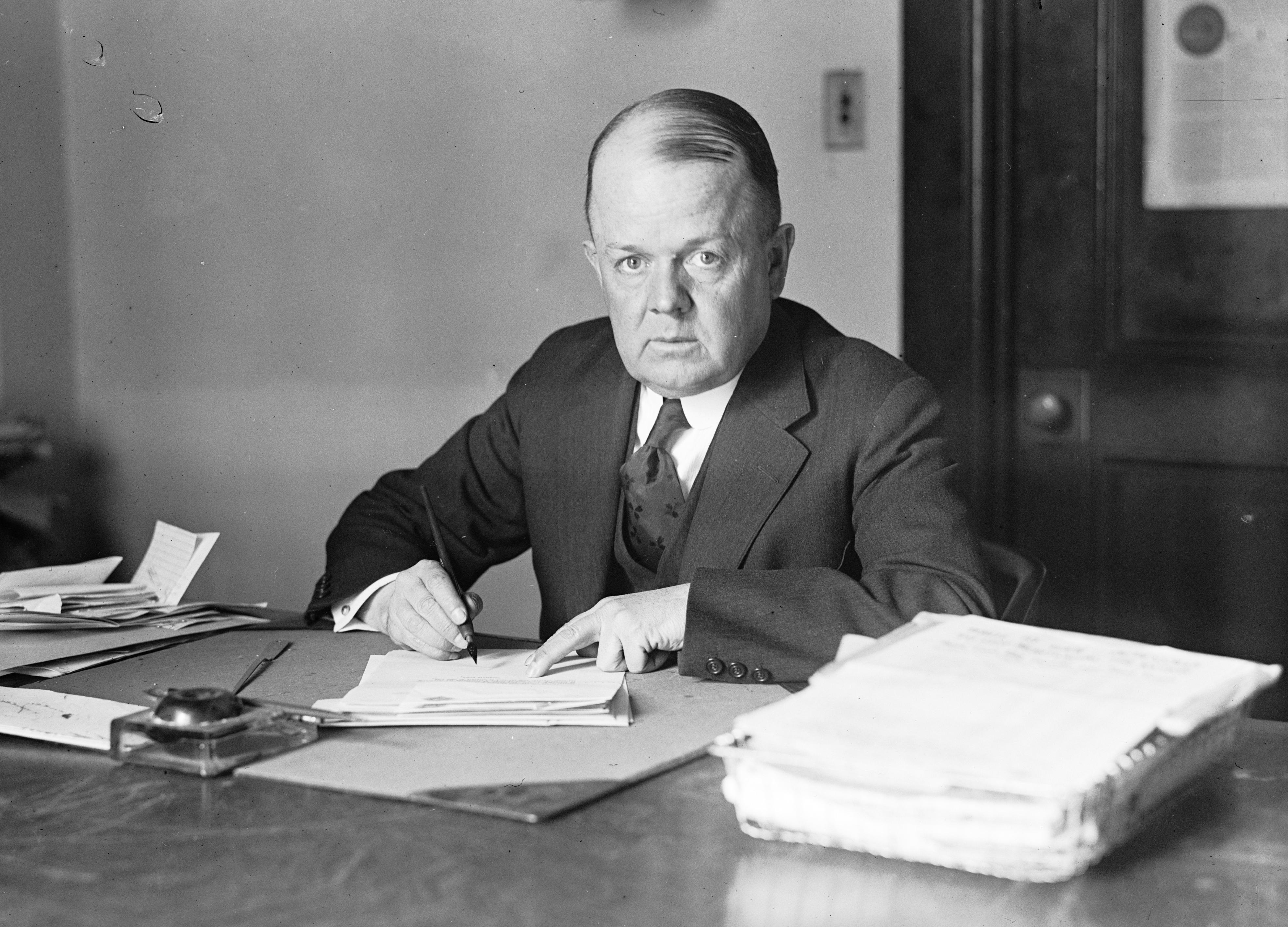
Robert Wickliffe Woolley em 1917.

Robert Wickliffe Woolley (29 de abril de 1871 – 15 de dezembro de 1958) foi um político norte-americano, membro do Partido Democrata de Washington, D.C.. Ele foi o diretor da Casa da Moeda dos Estados Unidos de 1915 a 1916, e membro da Comissão Interestadual de Comércio em 1920.